# Liebieghaus Skulpturensammlung
Die Liebieghaus Skulpturensammlung ist ein Skulpturenmuseum am Museumsufer in Frankfurt am Main. In einer schlossartigen historistischen Villa am Sachsenhäuser Schaumainkai beherbergt das Liebieghaus eine hochkarätige Sammlung von rund 3.000 Skulpturen aus der Zeit vom Alten Ägypten bis zum Klassizismus. Es bietet somit einen Überblick über 5.000 Jahre Geschichte der Bildhauerkunst.

## Geschichte
Der böhmische Textilfabrikant Baron Heinrich von Liebieg (1839–1904), Mitglied der Familie Liebieg, ließ 1896 die Villa als Altersruhesitz für sich erbauen; entworfen wurde sie von dem Münchener Architekten Leonhard Romeis.
Im Jahr 1907 erwarb die Stadt Frankfurt das Anwesen und widmete das Haus zu einem Museum für die städtische Skulpturensammlung um (aktueller Name: Liebieghaus Skulpturensammlung). Paul Kanold errichtete dafür 1909 einen Anbau an das frühere Wohnhaus.
Erster Direktor war Georg Swarzenski, der ab 1907 die Sammlung aufbaute und 1909 das Museum eröffnete. Bedeutende Wissenschaftler waren und sind seitdem als Kuratoren am Liebieghaus tätig, darunter die Kunsthistoriker Anton Legner und Herbert Beck (1969–2006), Stefan Roller (seit 2006) und Maraike Bückling (1985–2022) sowie die Archäologen Peter Cornelis Bol (1974–2006) und Vinzenz Brinkmann (seit 2006). Von 2006 bis 2016 war Max Hollein Direktor der Liebieghaus Skulpturensammlung. Nach seinem Weggang liegt die Leitung des Städel Museums und des Frankfurter Liebieghauses seit 1. Oktober 2016 bei Philipp Demandt.
Das Museum ist am Schaumainkai inmitten eines Gartens gelegen, in dem auch einige Skulpturen ausgestellt sind. Unter anderem steht dort unter einer kleinen Baumgruppe eine Kopie von Danneckers Ariadne.
Nach dem durch das Berliner Büro Kuehn Malvezzi konzipierten Umbau wurden im Oktober 2009, anlässlich der 100-Jahr-Feier, die neugestalteten Ausstellungsräume wiedereröffnet. Gemeinsam mit dem erweiterten Galerieflügel zur Präsentation der Antikensammlung sowie den im Zuge einer umfassenden Neupräsentation der Sammlung eingerichteten Schaudepots zeigt das Liebieghaus auf 1.600 Quadratmetern Ausstellungsfläche Meisterwerke der ägyptischen, griechischen und römischen Antike, des Mittelalters und der Renaissance, des Manierismus, des Barock und Rokoko, des Klassizismus sowie Ostasiens und bietet damit einen fundierten Überblick über die Geschichte der Skulptur.

## Sammlung
Die Sammlung ist eine der bedeutendsten Europas und umfasst griechische, römische und ägyptische Skulpturen aus der Antike sowie Stücke aus Mittelalter, Renaissance, Barock und Klassizismus als auch Werke aus Ostasien.
Das Liebieghaus besitzt eine universal ausgerichtete Sammlung, die sich weniger aus regionaler Kunst, Adelssammlungen oder säkularisiertem Kirchenbesitz speist, sondern auf dem internationalen Kunstmarkt zusammengekauft und durch Stiftungen erweitert wurde. Nur vergleichsweise wenige der Werke sind deswegen mit Frankfurt oder der Frankfurter Geschichte verbunden.
Im Jahr 2019 wurde eine Sammlung von über 200 kostbaren Elfenbeinskulpturen aus dem Mittelalter sowie dem Barock und Rokoko aus dem Besitz von Reiner Winkler für die Liebieghaus Skulpturensammlung erworben. Mit dieser Erwerbung gelang dem Liebieghaus die bedeutendste Erweiterung der eigenen Bestände in der Geschichte des Museums.
Zu den bedeutendsten Stücken gehören:
- Reliefs vom Totentempel des ägyptischen Pharao Sahure in Abusir
- Sarkophag der ägyptischen Amun-Priesterin Takait
- eine marmorne Kopie des Diskobolos des Naukydes
- eine Kopie der Athena-Statue der Athena-Marsyas-Gruppe des Myron
- ein griechisches Alabaster-Porträt Alexander des Großen aus der Sammlung von Adolf Furtwängler
- ein Marmor-Porträt des römischen Kaisers Marc Aurel
- die karolingischen Elfenbeinreliefs der „Älteren Metzer Schule“ mit dem Zeugnis des Johannes auf einem Buchdeckel (Mitte 9. Jahrhundert)
- ein ottonisches Kruzifix (Mitte 11. Jahrhundert)
- ein romanischer Königskopf von einer Statue aus der Ile-de-France
- von Tino di Camaino: Fragmente eines Florentiner Grabmales (wohl nach 1318)
- eine Alabasterskulptur des Gnadenstuhls von Hans Multscher (um 1430)
- eine Mondsichelmadonna von Tilman Riemenschneider
- der Rimini-Altar, eine vielfigurige nordfranzösische Kreuzigungsgruppe aus Alabaster (gegen 1430)
- Bärbel von Ottenheim, Sibylle der Spätgotik von Niclas Gerhaert van Leyden (1463/64)
- Johann Heinrich Danneckers Ariadne auf dem Panther (1803–1805), die 1810 der Bankier Simon Moritz von Bethmann erworben hatte. Eine Nachbildung steht im Park des Liebieghauses.
- die Furie auf sprengendem Pferd (1610) des sog. Furienmeisters aus Elfenbein[4]

### Antike
Die Antikensammlung umfasst wichtige ägyptische, griechische, römische und asiatische Objekte, die einen Zeitraum von knapp vier Jahrtausenden umspannen. Darunter auch die Privatsammlung des deutschen Archäologen Adolf Furtwängler (1853–1907) sowie die Grabungsfunde aus Abu Mina des Ägyptologen Carl Maria Kaufmann (1872–1951).

#### Ägypten
Die Sammlung ägyptischer Objekte umfasst neben Rundplastik auch Reliefs und Sarkophage sowie Architekturelemente. Zu der Sammlung ägyptischer Objekte zählen etwa die Reliefs aus dem Totentempel der Pyramidenanlage des Sahure (Ägypten, Altes Reich, 5. Dynastie). Eine Szene zeigt die Schlachtung von Opfertieren. Gut sichtbare Farbreste zeugen von der einst großflächigen Farbfassung.
Eine unterlebensgroße Statue aus Rosengranit zeigt Alexander den Großen als Pharao und stammt aus der Ptolemäischen Zeit des alten Ägyptens.
Der Sarg der Amunpriesterin Takait stammt aus der Zeit des Neuen Reichs. Die drei bemalten, mit farbigen Steinen und Gold verzierten Deckel, die ursprünglich ineinander gestapelt waren, zeigen eindrucksvoll die Bestattungssitten der alten Ägypter.

#### Griechenland und Rom
Die Sammlung griechischer und römischer Originale umfasst neben Rundplastik auch Grab- und Sarkophagreliefs sowie Vasen. Besonders herausragend ist die schönste römische Marmorkopie einer berühmten Statue der Athena des griechischen Bildhauers Myron (um 500 v. Chr. – um 440 v. Chr.). Diese Figur gehörte zu einer bronzenen Statuengruppe, die auf der Akropolis in Athen stand und in mehreren Kopien erhalten ist. Eine Rekonstruktion aus Bronze im Garten des Museums zeigt Athena, die die Doppelflöte auf den Boden wirft und den Silen Marsyas, der dieses Musikinstrument auffindet, und damit die vollständige Gruppe.
Ebenso überliefert eine römische Kopie der Statue des berühmten Diskuswerfers aus der Hand des Bildhauers Naukydes (spätes 5. / frühes 4. Jahrhundert v. Chr.), eine bedeutende Skulptur der griechischen Klassik. Die sich heute in der Liebieghaus Skulpturensammlung befindende römische Kopie war bereits in der Renaissance bekannt. Weitere Werke der Sammlung sind der Kopf eines Kuros aus dem 6. Jh. v. Chr., der von einer der ägäischen Inseln Paros oder Naxos stammt sowie der herausragend gearbeitete Kopf des Götterboten Hermes. Hervorzuheben ist auch der Kopf einer Alexanderstatue aus ägyptischem Alabaster. Hierbei handelte es sich um eine in Ägypten hergestellte Statue, die Alexander jedoch in der griechischen Bildsprache wiedergibt.

#### Asien
Die Sammlung asiatischer Kunst wurde bereits zehn Jahre nach Eröffnung des Liebieghauses eingerichtet und erweiterte das Museum um einen weiteren Bereich aus verschiedenen Kulturräumen. Unter den Objekten befindet sich eine buddhistische Votivstele aus der Zeit der Wei-Dynastie (220–265 n. Chr.), die allgemein als Höhepunkt chinesischen Kunstschaffens angesehen wird. Aus der etwas späteren Tang-Dynastie stammt eine Tonfigur – ein Pferd mit Sattel –, die von außergewöhnlich hoher Qualität ist.

### Mittelalter
Die Sammlung mittelalterlicher Skulptur umfasst über 400 Einzelbildwerke und Figurenensembles aus mehr als sieben Jahrhunderten. Sie besteht vorwiegend aus Werken christlich-religiöser Thematik, die ihren Einsatz in kirchlicher Liturgie und privater Andacht fanden.
Ein Schwerpunkt liegt auf der Skulptur des Spätmittelalters, insbesondere der transalpinen und der deutschen Bildhauerkunst mit Werken von Hans Multscher (um 1400–1467), Michel Erhart (um 1440/45–nach 1522), Tilman Riemenschneider (um 1460–1531), Hans Leinberger (um 1470/80–um 1531) u. a. Ebenso gehören bedeutende Werke des frühen und hohen Mittelalters, des französischen und italienischen Spätmittelalters, insbesondere aber der niederländischen Skulptur zu diesem Sammlungsbereich.
Etliche Bildwerke besitzen kunsthistorisch herausragende Bedeutung:
Karolingisches Elfenbeinrelief mit der Darstellung des christlichen Messopfers vom sogenannten Meister der Wiener Gregorsplatte, Lothringen, um 875; Ms. barth. 181. Die Platte wurde im 14. Jahrhundert in den Buchdeckel eines Evangelistars eingesetzt, das sich ab 1450 im Frankfurter Dom St. Bartholomäus nachweisen lässt.
Kruzifix, wohl Köln, um 1050, Inv. 895, eines der wenigen erhaltenen Beispiele aus salischer Zeit.
Stehender Engel von der mittelalterlichen Fassade des Florentiner Domes, Piero de Giovanni Tedesco (erwähnt zwischen 1386 und 1402), Florenz, um 1390/1396, Marmor, Inv. 1446. Zugehörige Figuren befinden sich in Florenz, New York und Paris.
Hl. Dreifaltigkeit, Hans Multscher (um 1400–1467), Ulm, um 1430, Alabaster mit originaler Fassung, Inv. St.P401. Ältestes erhaltenes plastisches Beispiel einer Trinitäts-Darstellung, zugleich eine der herausragenden Skulpturen unter dem Einfluss der neuen niederländischen Kunst jener Zeit.
Sog. Rimini-Altar, Meister des Rimini-Altars und Werkstatt, südliche Niederlande (Brügge?), um 1430, Alabaster, Inv. 400–418. Aus fränkischem Alabaster in den südlichen Niederlanden wohl für die Familie Malatesta im italienischen Rimini gefertigt, verkörpert dieses Skulpturenensemble in künstlerisch einzigartiger Qualität die überaus modern wirkenden internationalen Verflechtungen im damaligen Europa. Der Rimini-Altar wurde von 2018 bis 2021 kunsttechnologisch untersucht und in der Restaurierungswerkstatt des Liebieghauses aufwendig restauriert.
Christuskind, Michel Erhart (um 1440/45–nach 1522), Ulm, um 1470/75, Laubholz mit originaler Fassung, Inv. St.P719. Unter einer Gruppe spätgotischer Christuskinder im Liebieghaus sticht diese Skulptur wegen ihrer Größe und ihrer Lebendigkeit hervor und vermittelt Einblicke in den Gebrauch solcher Andachtsbilder.
Sog. Bärbel von Ottenheim („Bärbele“), Fragment einer Sibyllenbüste vom Portal der Alten Kanzlei in Straßburg, Niclaus Gerhaert von Leyden (um 1430–1473), Straßburg 1463, Sandstein, St. P. 353. Der charismatische Frauenkopf ist eines der wenigen erhaltenen Bildwerke dieses am Oberrhein und in Österreich tätigen Bildhauers, der zu den innovativsten und prägendsten Künstlern der Spätgotik zählt, ohne die viel berühmtere Namen wie Michel Erhart (um 1440/45–nach 1522), Tilman Riemenschneider (um 1460–1531) oder Veit Stoß (um 1447–1533) nicht zu denken sind.
Hl. Abt, Bayern (?), um 1520/30, Lindenholz ohne Fassung, Inv. 958. Der virtuos geschnitzte Benediktinerabt eines unbekannten Bildhauers zählt zu den grandiosesten Beispielen der expressiven und unkonventionellen Kunst der unruhigen Jahre der Reformationszeit.

### Renaissance bis Klassizismus
Der Sammlungsbereich Renaissance bis Klassizismus der Liebieghaus Skulpturensammlung umfasst die Werke von der Renaissance, des Manierismus über den Barock und Rokoko, der Aufklärung bis hin zum Klassizismus.
Mit der Bronzestatuette „Apoll vom Belvedere“ (1497/98) des Renaissance-Bildhauers Pier Jacopo Alari Bonacolsi (1460–1528), genannt Antico, beherbergt das Liebieghaus die erste kleinformatige Wiederholung des antiken Originals. Neben solchen Beispielen für das von der Antike inspirierte Bedürfnis nach einer wirklichkeitsgetreuen Wiedergabe der Natur, finden sich in der Sammlung beliebte Renaissance-Motive etwa Reliefs mit der Darstellung der Muttergottes mit Kind.
Die Kunst ab der Mitte des 16. Jahrhunderts formte Körper, die dem antik-klassischen Ideal nicht entsprachen. Das Liebieghaus verfügt über eine Reihe von europäischen Werken des Manierismus aus Italien, den Niederlanden, Frankreich und Deutschland, die jeweils charakteristische Ausformungen des Manierismus zeigen. Dazu zählen gedrungene, gelängte oder spiralig gedrehte Körper, wie sie von Tetrode, Prieur oder dem Furienmeister gestaltet wurden.
Die Himmelserscheinung der „Maria Immaculata“ von Matthias Steinl (um 1644–1727) aus dem Jahr 1688 gibt einen Eindruck der Kunst des Barock am Liebieghaus, während das Rokoko als Kunst der Aufklärung, mit Werken von Künstlern wie Ignaz Günther (1725–1775), Franz Xaver Messerschmidt (1736–1783) oder Jean Antoine Houdon (1741–1828) vertreten ist.
Mit der Kunst des Klassizismus setzte gegen Ende des 18. Jahrhunderts eine dem Rokoko und der Aufklärung kritisch gegenüberstehende Richtung ein: Künstler und Kunsttheoretiker sprachen sich vermehrt dafür aus, antike Themen, das Studium der Natur und große Vorbilder des 16. und 17. Jahrhunderts zu studieren und zu gestalten. So verband Johann Heinrich von Dannecker (1758–1841) mit seiner „Ariadne auf dem Panther“, eine der bekanntesten Skulpturen des Liebieghauses.

### Elfenbein-Sammlung von Reiner Winkler
Mit dem Ankauf von über 200 Elfenbeinkunstwerken des Barock und Rokoko des Sammlers und Mäzens Reiner Winkler (1925–2020) erhielt die Liebieghaus Skulpturensammlung im Jahr 2018 einen neuen Sammlungsschwerpunkt mit Werken von Bildhauern wie Adam Lenckhardt (1610–1661), Balthasar Grießmann (1620–1706), David le Marchand (1674–1726), Jean Cavalier (1681–1740), Joachim Henne (um 1630–um 1707) oder Simon Troger (1693–1768).
Die Elfenbein-Sammlung des Wiesbadner Unternehmers Reiner Winkler ist die bis dahin größte bekannte Privatsammlung von Skulpturen aus Elfenbein des 17. und 18. Jahrhunderts. Winkler begann 1962 mit dem Sammeln und hatte in seinem Wohnhaus einen Raum, der einer Kunstkammer gleichkam, zur Präsentation der Skulpturen eingerichtet.
2018 wurde die Privatsammlung von der Ernst von Siemens Kunststiftung, des Städelschen Museums-Vereins, dem Städel Museum, der Kulturstiftung der Länder und der Hessischen Kulturstiftung 2018 für das Liebieghaus erworben. Der Ankaufspreis ist nicht bekannt. Da er womöglich nicht dem damaligen Marktwert der Sammlung entsprach, wurde der Erwerb vom Museum auch als Schenkung des größten Teils kommuniziert. 2019 wurde der Großteil der Elfenbeinkunstwerke in der Sonderausstellung „White Wedding“ erstmals öffentlich im Liebieghaus gezeigt, darunter „Die Furie auf sprengendem Pferd“ (Furienmeister, 1610), das Medaillon der „Allegorie der Verdammnis in der Hölle“ (Johann Christoph Ludwig Lücke, 1736), Sturz der abtrünnigen Engel (aus Süditalien/Sizilien, 1. Drittel des 18. Jahrhunderts), Die drei Parzen (Joachim Henne (um 1630–um 1707), um 1670) und Merkur, Argus und Io (Francis van Bossuits (1635–1692), um 1670/75?) sowie bildhauerisch bedeutende Werke von Johann Caspar Schenck (um 1620–um 1674), Balthasar Grießmann (1620–1706) oder Matthias Steinl (um 1644–1727). Nach seinem Tod kamen die letzten bis dahin in den Privaträumen Reiner Winklers verbliebenen Skulpturen ins Liebieghaus, etwa Porträtmedaillons, großformatige Reliefs mit christlich-religiösen Motiven, Genreszenen und Kombinationsfiguren. Sie sind seit 2022 unter dem Titel „Splendid White“ als dauerhafte Sammlungspräsentation im Liebieghaus zu sehen.

## Abbildungen

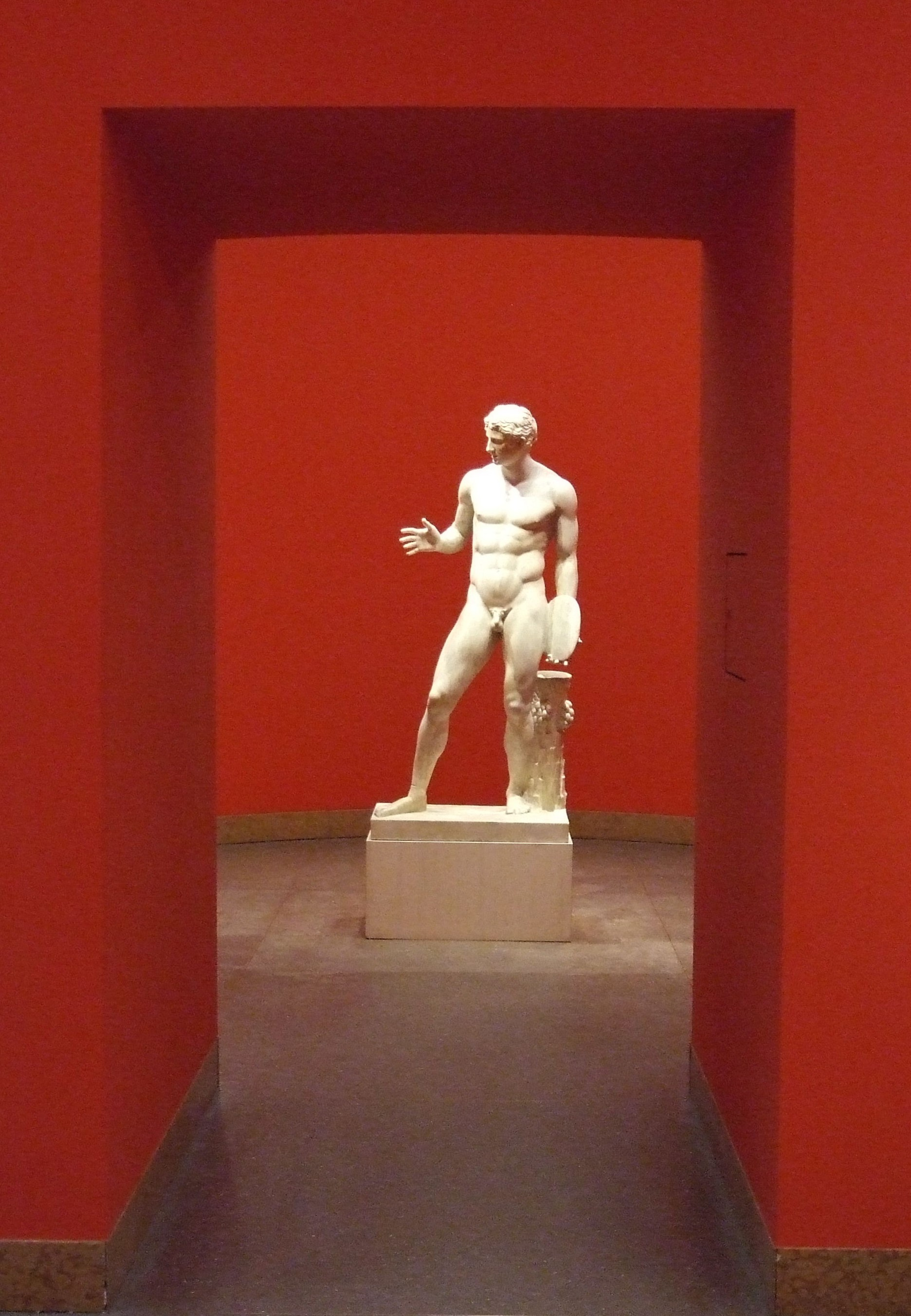
Diskuswerfer
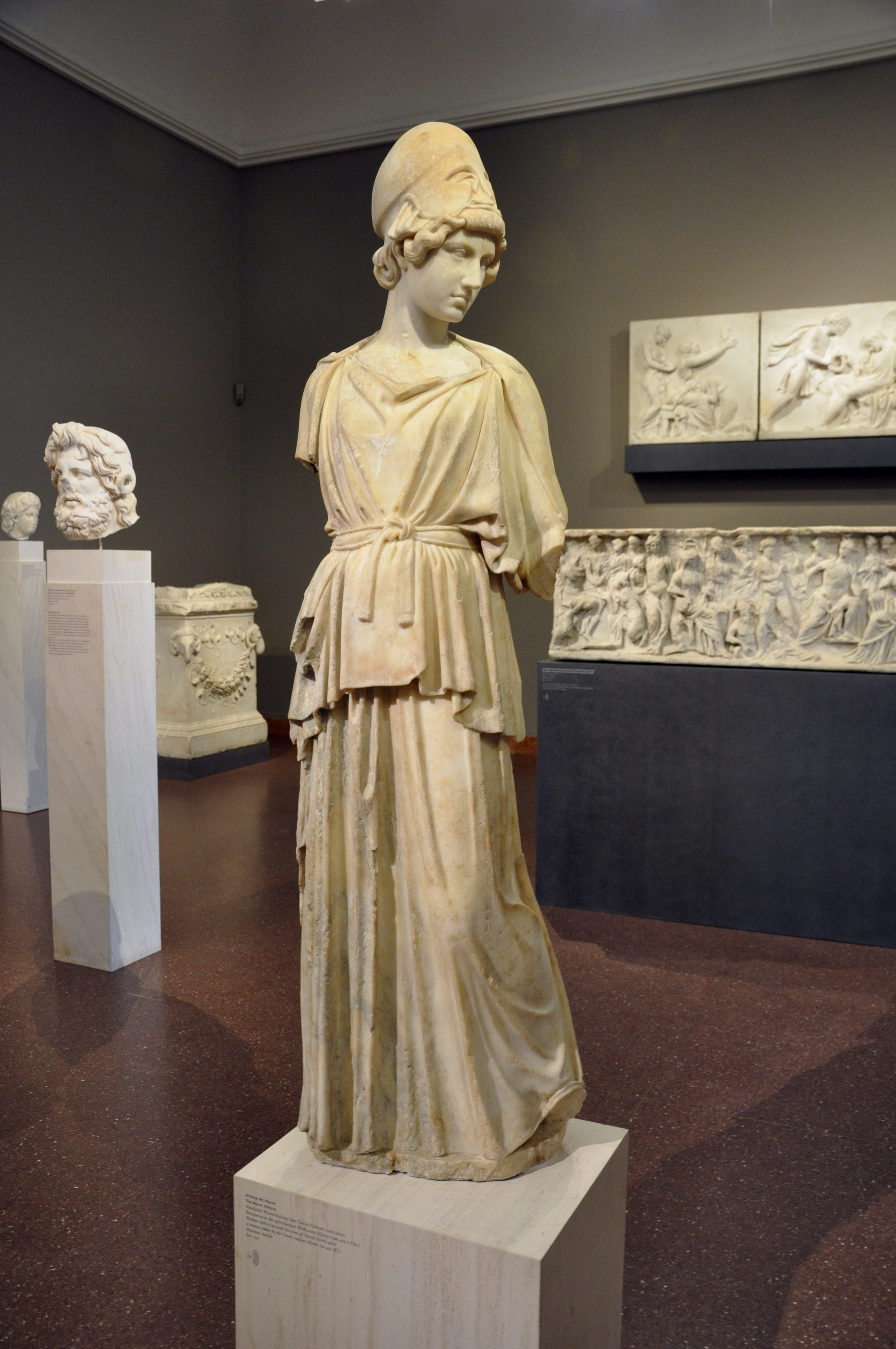
Athena
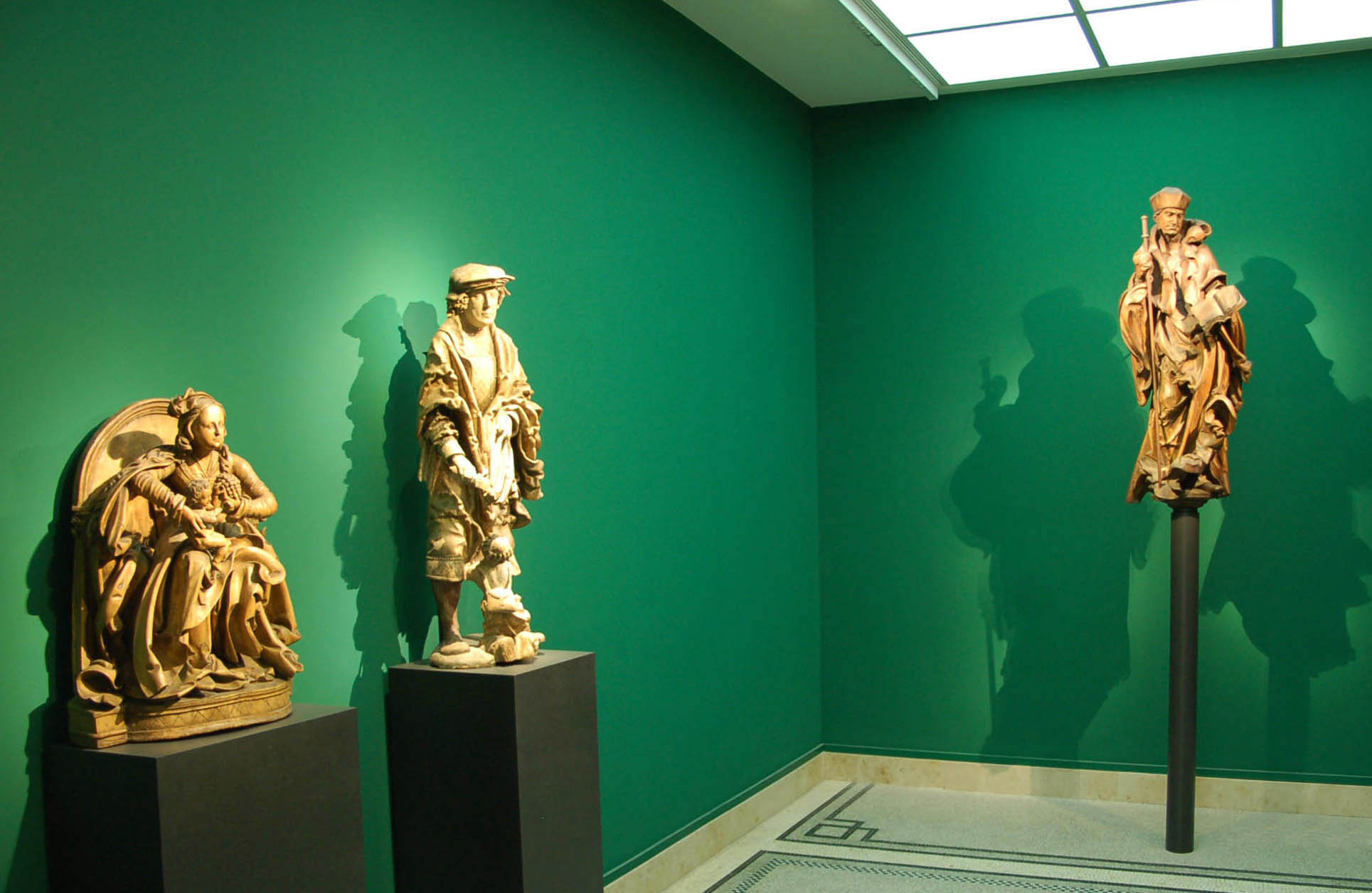
Innenansicht
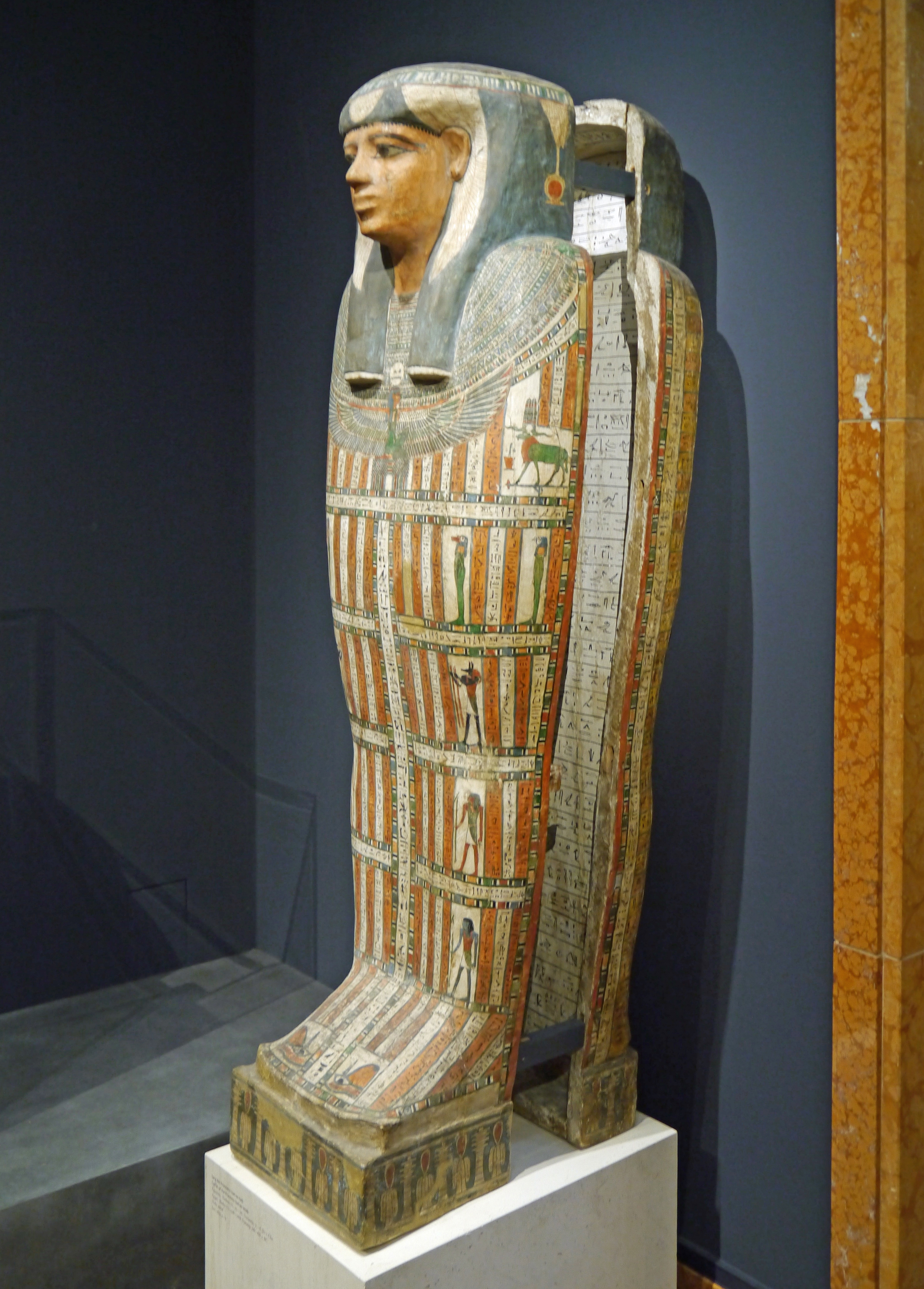
Sarkophag der Iset en heb
Sonnenuhr mit Humor: An der Westwand angebracht, ist die Überschrift nur zu wahr: „Nicht immer, aber richtig“.
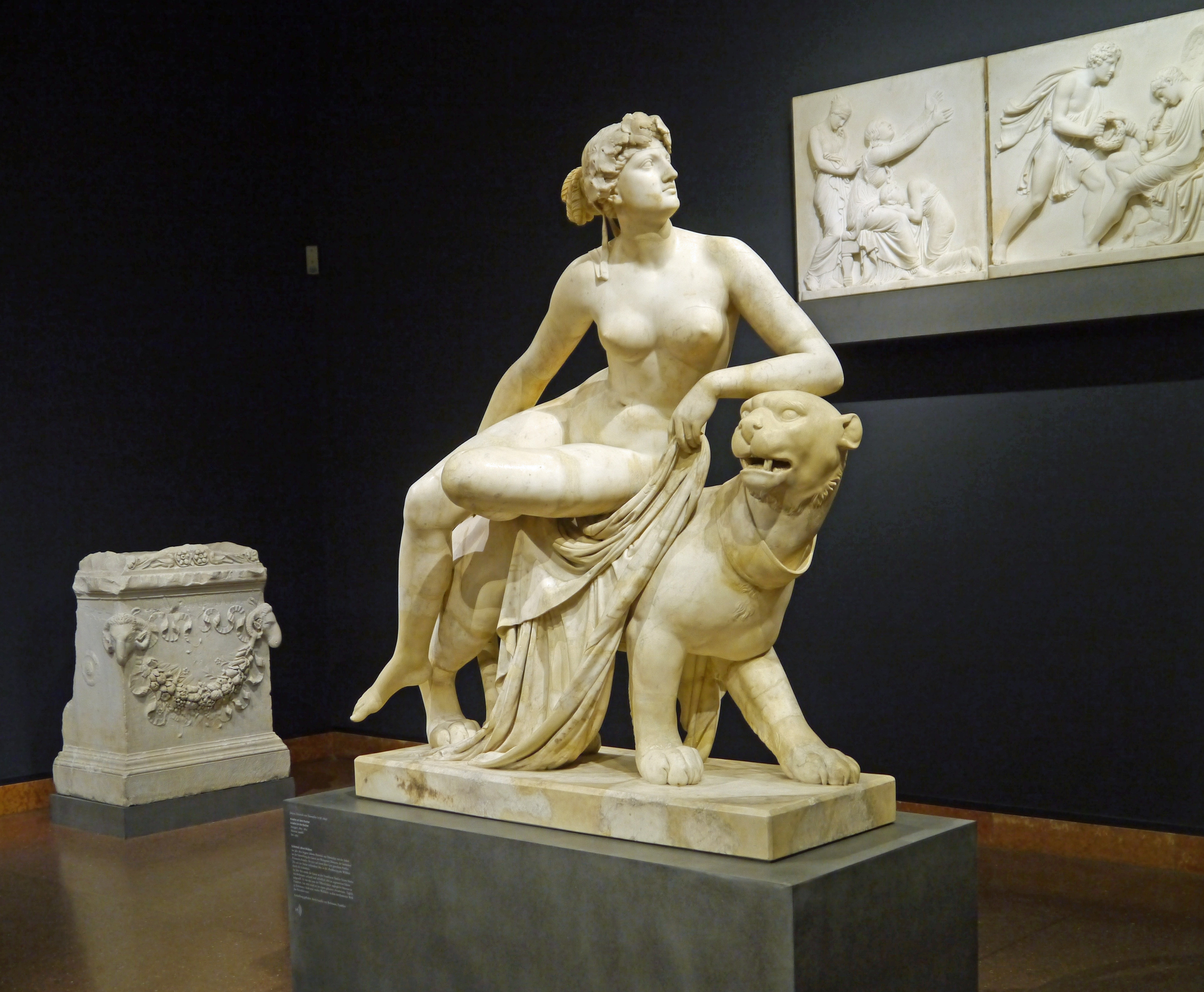
Danneckers Ariadne auf dem Panther.

## Sonderausstellungen
- 1976: Olympia – Eine archäologische Grabung
- 2006: Der Furienmeister[32]
- 2006: Schön im Leiden – Skulpturen der Passion Christi von Hans Multscher[33]
- 2006/07: Die phantastischen Köpfe des Franz Xaver Messerschmidt[34]
- 2008: Die Launen des Olymp – Der Mythos von Athena, Marsyas und Apoll[35]
- 2008: Bunte Götter – Die Farbigkeit antiker Skulptur[36]
- 2009: Jean-Antoine Houdon. Die sinnliche Skulptur[37]
- 2010: Sahure – Tod und Leben eines großen Pharao[38]
- 2011: Elfenbein. Barocke Pracht am Wiener Hof[39]
- 2010/11: Niclaus Gerhaert. Der Bildhauer des Mittelalters[40]
- 2012: Jeff Koons. The Painter & The Sculptor (in Kooperation mit der Schirn Kunsthalle)[41]
- 2012/13: Kunstschätze des Mäzens Heinrich von Liebieg, Museum Giersch, Frankfurt am Main
- 2013: Zurück zur Klassik. Ein neuer Blick auf das alte Griechenland[42]
- 2013/14: Nok. Ein Ursprung afrikanischer Kultur[43]
- 2014/15: Die große Illusion. Veristische Statuen und ihre Techniken[44]
- 2015/16: GEFÄHRLICHE LIEBSCHAFTEN „Die Kunst des französischen Rokoko“[45]
- 2016: Athen. Triumph der Bilder.[46]
- 2017: EINDEUTIG BIS ZWEIFELHAFT „Skulpturen und ihre Geschichten Erworben 1933–1945“[47]
- 2016/17: Heilige Nacht.[48]
- 2017/18: In neuem Glanz. Das restaurierte Schächer-Fragment des Meisters von Flémalle im Kontext[49]
- 2018: William Kentridge. O Sentimental Machine[50]
- 2018/19: Medeas Liebe und die Jagd nach dem Goldenen Vlies[51]
- 2020/21: Bunte Götter – Golden Edition. Die Farben der Antike[52]
- 2021/22: MISSION RIMINI. Material, Geschichte, Restaurierung. Der Rimini-Altar[53]
- 2023: Maschinenraum der Götter. Wie unsere Zukunft erfunden wurde (Technikgeschichte in der Kunst)
- 2025: Isa Genzken meets Liebieghaus